# Intimacy (álbum)
Intimacy é o terceiro álbum de estúdio do quarteto de indie rock britânico Bloc Party.
O álbum foi lançado em 2008.

## Faixas
Todas as músicas foram compostas por Bloc Party. 
01."Ares"  -	3:30
02."Mercury"  -	3:53
03."Halo"  -	3:36
04."Biko"  -	5:01
05."Trojan Horse"  -	3:32
06."Signs"  -	4:40
07."One Month Off"  -	3:39
08."Zephyrus"  -	4:35
09."Talons"  -	4:43
10."Better Than Heaven"  -	4:22
11."Ion Square"  -	6:33
Deluxe Edition Bonus Tracks
12."Letter to My Son" - 	4:26
13."Your Visits Are Getting Shorter"  -	4:21
North American Bonus Tracks
14."Letter to My Son"  -	4:26
15."Your Visits Are Getting Shorter"  -	4:21
16."Flux"  - 3:36
17."Idea For a Story" - 	5:04
18."Mercury (CSS Remix)" - 	4:07
19."Talons (XXXChange Remix)"  -	6:30
iTunes Bonus Tracks
20."Letter to My Son"  -	4:26
21."Your Visits Are Getting Shorter"  -	4:21
22."Flux"  -	3:36
23."Talons" (Acoustic) -	4:32
24."Signs" (Acoustic) - 3:24